# Phan Văn Khải
Phan Văn Khải, född 25 december 1933 i Củ Chi utanför Saigon, död 17 mars 2018 i Ho Chi Minh-staden (Saigon), var Vietnams premiärminister mellan 1997 och 2006. Han efterträddes av Nguyễn Tấn Dũng.